# Лорд Џим
„Лорд Џим“ је роман који је написао Џозеф Конрад, први пут објављен на изворном енглеском језику и часопису Блеквудс од октобра 1899. до новембра 1900. године.

## Инспирација
Главни догађај из приче о Лорду Џиму вјероватно је заснован на истинитом догађају. Иако Конрад то никада није потврдио, превише је сличности да би се сматрало простим подударањем.
17. јула 1880. године брод под називом »Џеда« (Jeddah) пловио је из Сингапура превозећи 778 мушкарца, 147 жена и 67 дјеце, углавном муслимана са малајских острва, који су били на ходочашћу према Меки.
»Џеда« је пловио под британском заставом, а и већина официра на броду су били британци. Брод је био у власништву Сингапурске паробродске компаније чији је управник био Сајид Мухамед ал-Сагов (Seyyid Muhammad al-Sagoff), члан богате арапске породице из Сингапура. Сајид Омар ал-Сагов, Мухамедов син, био је на такође броду у вријеме инцидента. Након ужасних временских неприлика током прве недјеље путовања, бродски котлови су почели да се одвајају са лежишта и брод је почео да пропушта воду. Ускоро се појавио велики отвор на броду, тако да је вода вода почела убрзано да надире у унутрашњост, а одмах затим су капетан и официри напустили брод, а са њима и Сајид Омар. Покупио их је други брод који их је превезао за Аден гдје су испричали лажну причу о насилним путницима. Ходочасници су остављени на немилост судбини за коју су чланови побјегле посаде у том тренутку претпостављали да ће бити кобна.
Међутим, на опште изненађење, 8. августа је један француски пароброд дотеглио брод »Џеда« у Аден, са свим преживјелим ходочасницима. Пошто су их на цједилу оставили они који су били дужни да их заштите услиједила је званична истрага тог великог скандала. Уопште се сматра да је овај срамни догађај надахнуо Конрада, који је боравио у Сингапуру 1883. године, а он је даље исплео причу о Лорду Џиму око тога узевши за свој замишљени брод назив »Патна«.

## Роман
Роман се састоји из два дијела. У првом се догађаји одвијају око Џимовог боравка на »Патни« и о његовој пропасти након тога, а у другом о пустоловној причи о Џимовом уздизању и паду међу становништвом Патусана у индонежанским острвима. Главне теме се плету око потенцијала младог Џима („…он је био један од нас“, каже Марлов) који пооштрава драму и трагедију његовог пада, око његове потоње борбе да се искупи, и око Конрадових даљњих наговјештаја како се истинска снага карактера извјесно мора показати када јој се дода одговарајући подстрек.
Поред лирике и љепоте Конрадових описа, роман се истиче и по својој софистицираној структури. Већи дио романа је испричан у облику Марловљевог приповиједања групи слушалаца, а закључак је представљен у облику Марловљевог писма. У оквиру Марловљевог приповиједања и други ликови такође пичају своје приче у угњежденим дијалозима. Тако су догађаји у роману препричани са неколико тачака гледишта, а често не слиједећи њихов хронолошки распоред.
Читаоцу је остављено да на основу тих вишеструких спољних тачака гледишта уобличи своје схватање Џимовог унутрашњег психолошког стања. Али, просте чињенице се показују неодговарајућим да објасне људско стање. Као што Марлов каже на суђењу: „Жељели су чути чињенице. Чињенице! Они су од њега захтијевали чињенице, као да чињенице могу ишта објаснити!“ 
Марлов је приповједач у три Конрадова дјела: поред Лорда Џима још и у романима Срце таме и Младост и прилика.

## Сажетак радње
Џим (чије презиме се ни једном не наводи), млади британски поморац, буде постављен за првог официра на Патни, броду пуном ходочасника који путују у Меку на хаџ. У једном тренутку слабости (било због недостатка храбрости, процјене, инстикта или чега другог) током једне несреће, Џим се придружује капетану и осталим члановима посаде који напуштају брод и путнике. Неколико дана касније покупи их један британски брод. Међутим, Патна и путници на њој буду такође спасени и тиме буде откривен срамни поступак посаде. Остали виновници избјегну пресуду, остављајући Џима да се сам суочи са судским испитивањем. Суд му због занемаривања дужности одузме право на поморско свједочанство. Џим буде бијесан због својих поступака, како због тренутне слабости тако и због пропуштене прилике да се докаже јунаком.
На суђењу он упозна Марлова, поморског капетана, који се и поред првобитне личне осуде Џимове моралне слабости спријатељи са њим, јер га ипак сматра „једним од нас“. Марлов му касније у неколико прилика посредује у запошљавању. Џим сваки пут настоји да остане непрепознат у новој средини, али кад год га сустигне прича о инциденту на Патни он напушта то мјесто и сели се даље на исток.
Након одређеног времена, Марловљев пријатељ Штајн предложи да пошаљу Џима као његовог представника у Патусан, насеље у унутрашњости једног удаљеног острва у којем измијешано живе Малајци и Бугији, а гдје би Џимова прошлост могла лако да остане неоткривена. Ту Џим стиче поштовање становништва и постане њихов вођа ослободивши их грабежљивости бандита Шерифа Алија и штитећи их од поквареног локалног малајског поглавице, Раџе Тунку Аланга. Џим осваја и наклоност Драгуљке, младе жене мјешовитог поријекла, и постаје „скоро задовољан“. Његов крај долази након неколико година, када насеље напада одметник „џентлмен“ Браун. Иако Џим успије да удаљи Брауна и његове злочинце из насеља, они убију Даина Вориса, сина поглавице Бугија. Сматрајући се одговорним за његову смрт Џим коначно испуњава своју јуначку судбину предајући свој живот у руке поглавице Дорамина.

## Алузије и референце у другим дјелима
Џимов злогласни брод »Патна« се помиње и у краткој причи Хорхе Луиса Борхеса „Бесмртни“.
Лорд Џим је име брода, а касније и надимак власника брода, Ричарда Блејка, у роману „Offshore“ Пенелопе Фицџералд.
Мартин Левин је у канадском дневном листу Глоб енд мејл 2007. године објавио рецензију под називом „Лорд Џими“ у којој пише о дјелу Џимија Картера.

## Филмске адаптације
Књига је два пута била инспирација за филмове:
- Лорд Џим (1925), режисера Виктора Флеминга.
- Лорд Џим (1965), режисера Ричарда Брукса, са Питером О’Тулом као Лордом Џимом.